# Aegotheles insignis
O noitibó-coruja-grande  ou egotelo-felino (Aegotheles insignis) é uma espécie de ave da família Aegothelidae.
Pode ser encontrada nos seguintes países: Indonésia e Papua-Nova Guiné. Os seus habitats naturais são: regiões subtropicais ou tropicais húmidas de alta altitude.